# Mason Williams
Mason Williams (Abilene, 24 de agosto de 1938) é um violonista e compositor norte-americano, conhecido pela música instrumental "Classical Gas". Também conhecido por ser redator de programas humorísticos, tais como Smothers Brothers Comedy Hour, The Glen Campbell Goodtime Hour e Saturday Night Live. Ele também é poeta e letrista, tendo publicado vários livros.

## Vida
Mason Douglas Williams nasceu em Abilene, Texas; filho de Jackson Eugene and Kathlyn (Nations) Williams; casou-se com Sheila Ann Massey em 22 de abril de 1961 (já divorciado) e teve uma filha: Kathryn Michelle.
Williams cresceu dividindo o tempo entre seu pai em Oklahoma e sua mãe em Oakridge, Oregon. Formou-se na Northwest Classen High School em Oklahoma City, Oklahoma em 1956. Foi em Oklahoma que ele iniciou uma longa amizade com o artista Edward Ruscha. Frequentou a Oklahoma City University entre 1957 e 1960, e a North Texas State University por um semestre. Fez serviço militar na Marinha dos Estados Unidos entre 1961 e 1963.
Casou-se com Katherine Elizabeth Kahn em fevereiro de 1994, após ter planejado inicialmente casar-se em 1971; divorciou-se após 10 anos. Viveu por algum tempo em Oakridge, e em 2008 vivia em  Eugene, Oregon com sua esposa canadense, Karen, que é advogada.

## Carreira

### Música
Em 1968 Williams ganhou três Prêmios Grammy por seu sucesso instrumental de violão, "Classical Gas". Em conjunto com Nancy Ames ele escreveu "Cinderella Rockefella", um sucesso de 1968 que atingiu o número um nas paradas, cantado por Esther e Abi Ofarim no Reino Unido.
Em 1970, Williams fez uma aparição na televisão para um programa de variedades, Just Friends, que reuniu participantes do The Smothers Brothers Comedy Hour. De modo a criar um elemento visual para sua performance, ele usou um violão feito de vidro acrílico feito para ele por Billy Cheatwood. Para a apresentação, Williams encheu o violão com água e colocou alguns peixes-dourados, usando-o para fazer uma versão sincronizada de "Classical Gas".
Williams gravou mais de uma dúzia de álbuns, cinco dos quais no selo da Warner Bros. (The Mason Williams Phonograph Record, The Mason Williams Ear Show, Music, Handmade e Sharepickers). A capa do LP de 1968, Music, foi pintada por Edward Ruscha. Nos créditos se lê: "Desculpe, capa de Edward Ruscha.
"Classical Gas" foi lançada como single de The Mason Williams Phonograph Record em 1968, ganhando três Grammys naquele ano por "Melhor composição instrumental (tema)", "Melhor performance instrumental (tema)" e "Melhor arranjo instrumental para orquestra". Vendeu mais de um milhão de cópias e foi certificada com disco de ouro. He also wrote songs for The Kingston Trio. For both Handmade and Sharepickers, Mason received two more Grammy nominations for "Best Album Cover Design".
Em 1987, Williams realizou um projeto conjunto com Mannheim Steamroller e da colaboração surgiu um novo álbum pelo selo American Gramaphone. O álbum, intitulado Classical Gas, incluiu uma releitura da canção de 1968. Outra faixa desse álbum, "Country Idyll", foi indicada para o Grammy de 1988 na categoria de música country por "Melhor instrumental solo, grupo ou orquestra". O álbum foi certificado com disco de ouro em 1991. O violão de acrílico de Williams aparece na capa desse álbum.
Williams lançou um álbum acústico instrumental de Natal e de Boas Festas, A Gift of Song, pelo selo Real Music, apresentando arranjos de músicas tradicionais e composições originais. Em 1992, o selo Vanguard lançou Music 1968–1971, uma compilação de músicas de seus cinco álbuns na Warner Bros., gravados no final da década de 1960 e no início da década de 1970. Williams recorda-se que, enquanto compilava o álbum, foi à Warner Bros. e perguntou: "Onde está aquela pintura feita por Ed para aquela capa antiga ["Music"]?", sendo-lhe dito que ela fora descartada: uma provável perda de três a cinco milhões de dólares americanos.
Juntamente com o lançamento desse álbum, Williams adicionou um "Holiday Concert Program" ao seu repertório, apresentando música do álbum assim como outras músicas tradicionais da estação. Em 1994, ele tocou em seis concertos esgotados com a Sinfônica do Oregon em Portland. Na década de 1960, ele também se apresentou com a Sinfônica de Eugene e o amigo Ken Kesey.
Williams concentrou-se então em uma variedade de programas para suas aparições em concertos. O seu "Concert For Bluegrass Band And Orchestra", também intitulado "Symphonic Bluegrass", foi apresentado com mais de 40 orquestras sinfônicas e filarmônicas: dentre elas, Colorado, Kansas City, Louisiana, Oklahoma City, Louisville e Edmonton.
Em 1984, Williams lançou um álbum, Of Time & Rivers Flowing, em seu próprio selo - Skookum - contendo 14 das aproximadamente 35 canções apresentadas nos concertos.
Em 1995, Williams foi convidado para se apresentar na cerimônia de posse do governador do Oregon, John Kitzhaber, e em 1996 recebeu um doutorado honorário em Música de sua alma mater, a Oklahoma City University.
Em 1998, a BMI, uma das organizações que cuidam dos direitos autorais nos Estados Unidos, presenteou Williams com uma citação especial em reconhecimento pela grande popularidade nacional e internacional obtida com "Classical Gas". Por volta de 2008, a canção registrou mais de seis milhões de execuções em transmissões e alcançou o primeiro lugar entre as composições instrumentais tocadas no ar no repertório da BMI.
Em 1999, Williams apresentou-se novamente na cerimônia de posse do segundo mandato de John Kitzhaber, governador do Oregon. Em fevereiro desse ano, "Bus", obra de arte de Williams, na exibição "Radical Past", realizada pelo Norton Simon Museum em Pasadena, Califórnia. Na primavera ele se apresentou com seu concerto Of Time and Rivers Flowing, durante o Festival de Corais Infantis do Oregon, um evento de dois dias envolvendo por volta de três mil estudantes de escolas de educação fundamental cantando músicas com referências à água e aos rios com Williams e sua banda. Também nesse ano, Williams foi condecorado com a Distinguished Service Award pela Universidade do Oregon por suas contribuições às artes no estado. No outono de 1999, ele e a Bluegrass Band tocaram no Festival Internacional de Bluegrass em Oklahoma em Guthrie com a Filarmônica de  Oklahoma City.
As músicas de Williams apareceram em vários filmes, incluindo: The Story of Us, Cheaper by the Dozen, The Dish, The Heidi Chronicles e Heartbreakers. Suas composições também foram utilizadas na série televisiva The Sopranos.
Em 2003, Williams lançou um EP, Music for the Epicurean Harkener, sendo novamente indicado para um Grammy in 2004 por melhor álbum instrumental. Em 2005, numa colaboração com a guitarrista britânica no álbum Electrical Gas.
Em junho de 2006, Williams apresentou-se na reunião de 50 anos de sua turma de colégio na Northwest Classen High School em Oklahoma City, sob o título de "Mason Williams e Amigos", sendo os amigos Art Maddox, Mark Schneider, Thom Bergeron, Don Latarski e Dennis Caffey, com concertos realizados em Eugene e Springfield, Oregon e na estreia de gala no Richard E. Wildish Community Theater em Springfield. Também fez apresentações especiais como convidado com vários músicos no Primal Twang em San Diego, Califórnia e com Craig Einhorn e a Orquestra Sinfônica de Umpqua em Roseburg, Oregon.
Em janeiro de 2007, reuniu-se com seu amigo artista de longa data Edward Ruscha, apresentando-se no Getty Center em Los Angeles. Em outubro desse ano, seu nome foi incluído no Oregon Music Hall of Fame. e coapresentou um concerto com as bandas Everclear e Paul Revere and the Raiders.

## Humor
De forma igual a muitos escritores que se apresentavam em público, Williams também fez stand-up comedy. Ele montou muitas de suas ideias cômicas musicalmente e cantava ou recitava as anedotas com o acompanhamento do violão. Em 1964, a Vee-Jay Records lançou Them Poems, um álbum no qual Williams entretém ao vivo o público. Este álbum foi relançado em 1969, na trilha do sucesso de  "Classical Gas" como The Mason Williams Listening Matter.
Williams escreveu mais 175 horas de música e comédia para a programação televisiva e foi uma das forças criativa do controverso programa Smothers Brothers Comedy Hour. Sua experiência na música folk deu-lhe o substrato para muitos dos esquetes humorísticos de Tom e Dick Smothers e com a coescritora Nancy Ames também compôs o tema musical do programa.
Foi no Smothers Brothers Comedy Hour que ele criou e perpetuou a campanha "Pat Paulsen para Presidente", em 1968, uma elaborada sátira política. Williams também ajudou a lançar a carreira do comediante Steve Martin. Martin foi contratado por Williams como redator em Smothers Brothers Comedy Hour, no qual as contribuições de Martin foram inicialmente pagas com os recursos financeiros de Mason Williams. Em 1968, Williams ganhou um Prêmio Emmy por seu trabalho como redator em The Smothers Brothers Comedy Hour.
Outras personalidades televisivas com as quais Mason Williams trabalhou incluem Andy Williams, Glen Campbell, Dinah Shore, Roger Miller e Petula Clark. Em 1980, Williams foi por algum tempo o redator-chefe do programa Saturday Night Live, tendo saído após um conflito com o produtor Jean Doumanian. Em 1988, Williams recebeu sua terceira indicação ao Prêmio Emmy como escritor humorístico por seu trabalho em  The Smothers Brothers 20th Reunion Special na CBS. De acordo com seu livro, The Mason Williams FCC Rapport, Williams também se atribui o primeiro conceito de VJ, depois popularizado pela MTV. Seu conceito incluía representações visuais da música e um apresentador anunciando cada música no ar. Segundo ele, os executivos da CBS não deram valor à sua ideia na época. No entanto, isto não o impediu de experimentar sua ideia no ar em 1968, quando sua composição Classical Gas foi tocada no The Summer Smothers Brothers Show tendo ao fundo 2500 obras de arte, o que efetivamente tornou a composição uma das primeiras a ter um vídeo musical.
Em fevereiro de 2000, Williams participou no U.S. Comedy Arts Festival em Aspen, Colorado. O sexto festival anual homenageou The Smothers Brothers Comedy Hour e sua contribuição para a televisão. Williams realizou um concerto com Tom e Dick Smothers e novamente num programa noturno com um grupo de artistas, que incluiu Catherine O'Hara, Martin Short, Andrea Martin, Steve Martin, Robin Williams e Marc Shaiman.

## Ambientalismo
Após envolver-se em protestos contra um projeto de construção de uma usina hidroelétrica no Rio Willamette, Williams começou a pensar sobre como o rio em si poderia tornar-se uma voz em seu destino, o que fez cdom que ele colecionasse mais de 400 canções sobre rios, várias destas reunidas por ele em seu programa Of Time and Rivers Flowing.
Um rio cronológico de música e tempo, abarca os domínios da música clássica, da música folk, dos menestréis, jazz, country, pop e o rock contemporâneo. Williams realizou o programa de forma beneficente, conferências e em concerto.

## Discografia
| 14 de julho de 1960    | Little Billy Blue Shoes/Run Come See                                                  |
| agosto de 1960         | Folk Music as Heard at The Gourd                                                      |
| abril de 1961          | Songs of the Blue and Grey ; gravada por The Wayfarers Trio                           |
| 30 de abril de 1962    | Away All Boats                                                                        |
| 1963                   | The Big Hootenanny                                                                    |
| 12 de março de 1963    | I Am an American                                                                      |
| 26 de agosto de 1963   | More Hootenany                                                                        |
| Data desconhecida      | Feudin' Banjos                                                                        |
| 1963                   | The Twelve-String Story Vol. I                                                        |
| 1963                   | The Twelve-String Story Vol. II                                                       |
| outubro de 1963        | The Banjo Story                                                                       |
| 29 de outubro de 1963  | Folk Baroque; com Paul Sykes, membros da Sinfônica de Oklahoma City e o Coral da OCU. |
| 2 de abril de 1964     | 5-String Banjo Greats                                                                 |
| 1964                   | Them Poems                                                                            |
| 24 de dezembro de 1965 | Introducing Jayne Heather                                                             |
| abril de 1965          | Tour de Farce (The Smothers Brothers)                                                 |
| 22 de abril de 1966    | Love Are Wine/The Exciting Accident                                                   |
| 1966                   | The Smothers Brothers Play It Straight                                                |
| 1968                   | Classical Gas/Baroque-a-Nova                                                          |
| fevereiro de 1968      | The Mason Williams Phonograph Record                                                  |
| 10 de agosto de 1968   | Classical Gas/Long Time Blues                                                         |
| novembro de 1968       | The Mason Williams Ear Show                                                           |
| 1968                   | Saturday Night at the World/One-Minute Commercial                                     |
| 13 de março de 1969    | Music                                                                                 |
| março de 1969          | Greensleeves/$13 Stella                                                               |
| 1969                   | Jennifer                                                                              |
| março de 1969          | The Mason Williams Listening Matter (Them Poems)                                      |
| 10 de março de 1970    | Handmade                                                                              |
| 1970                   | José's Piece                                                                          |
| 1 de janeiro de 1971   | Improved                                                                              |
| outubro de 1971        | Sharepickers                                                                          |
| 1971                   | Train Ride in G/Here I Am Again                                                       |
| novembro de 1978       | Fresh Fish                                                                            |
| dezembro de 1984       | Of Time and Rivers Flowing                                                            |
| 22 de outubro de 1987  | Classical Gas — Mason Williams e Mannheim Steamroller                                 |
| 13 de julho de 1962    | Music 1968–1971                                                                       |
| 18 de setembro de 1992 | A Gift of Song                                                                        |
| 1994                   | Rock Instrumental Classics, Vol. 2: The Sixties                                       |
| setembro de 1995       | Fiddle and a Song                                                                     |
| Data desconhecida      | 1968 Billboard Top Pop Hits (Rhino) (com "Classical Gas")                             |
| 20 de dezembro de 1995 | 1995 Sony Disc Manufacturing Holiday Choir                                            |
| 9 de abril de 1996     | Cascadia                                                                              |
| 17 de maio de 1996     | Of Time and Rivers Flowing (relançamento)                                             |
| 25 de dezembro de 2003 | EP 2003: Music for the Epicurean Harkener (EP)                                        |
| 27 de setembro de 2005 | Electrical Gas — Mason Williams e Zoe McCulloch                                       |
| 30 de setembro de 2006 | Classical Gas – Mason Williams, Craig Einhorn                                         |
| 1 de dezembro de 2006  | Classical Gas – Mason Williams no Wildish Theater                                     |
| abril de 2008          | 40º aniversário de Classical Gas – Classical Gas com Mason Williams e Dan McLaughlin  |
| 5 de dezembro de 2009  | O Christmas Three (EP)                                                                |

Fonte: http://www.masonwilliams-online.com/careerdisc.html masonwilliams-online.com and Yahoo's "Mason Williams: Discography".